# アフィンリー代数
数学において、アフィン・リー環（英: affine Lie algebra）は、有限次元単純リー環から自然な方法で構成される無限次元のリー環である。アフィン・リー環は一般カルタン行列が半正定値で余階数が 1 のカッツ・ムーディ・リー環である。純粋数学的な視点からは、アフィン・リー環は面白い理由は、その表現論が、有限次元半単純リー環の表現論のように、一般のカッツ・ムーディ・リー環の表現論よりもはるかによく理解されているからである。ヴィクトル・カッツによって発見されたように、アフィン・リー環の表現に対する指標公式から、組合せ論的な恒等式であるマクドナルド恒等式が導かれる。
アフィンリー環はそのつくり方により弦理論や共形場理論において重要な役割を果たす。つくり方は、単純リー環 {\displaystyle {\mathfrak {g}}} からはじめて、円（閉弦と解釈される）上の {\displaystyle {\mathfrak {g}}} 値関数からなる点ごとの交換子によるループ代数 {\displaystyle L{\mathfrak {g}}} を考える。アフィンリー環 {\displaystyle {\hat {\mathfrak {g}}}} はループ代数に1次元付け加えて交換子を非自明な方法で修正することによって得られる。これは物理学者が量子アノマリー（この場合WZWモデルのアノマリー）と、数学者が中心拡大と呼ぶものである。より一般に、σ が単純Lie環 {\displaystyle {\mathfrak {g}}} のディンキン図形の自己同型に伴う自己同型であるとき、twisted loop algebra {\displaystyle L_{\sigma }{\mathfrak {g}}} は実数直線上の {\displaystyle {\mathfrak {g}}} 値関数 f で twisted periodicity condition f(x + 2π) = σf(x) を満たすものからなる。その中心拡大がまさに twisted アフィンリー環である。弦理論の視点はアフィンリー環の多くの深い性質、例えばそれらの表現の指標はモジュラー群の下でそれらの中で変換すること、を理解する助けとなる。

## 単純リー環からアフィンリー環

### 定義
{\displaystyle {\mathfrak {g}}} が有限次元単純リー環であるとき，対応するアフィンリー環 {\displaystyle {\hat {\mathfrak {g}}}} は無限次元リー環 {\displaystyle {\mathfrak {g}}\otimes \mathbb {C} [t,t^{-1}]} の中心拡大として一次元の中心 {\displaystyle \mathbb {C} c} を付け加えたものとして構成される．ベクトル空間としては，
{\displaystyle {\widehat {\mathfrak {g}}}={\mathfrak {g}}\otimes \mathbb {C} [t,t^{-1}]\oplus \mathbb {C} c}
である，ただし {\displaystyle \mathbb {C} [t,t^{-1}]} は不定元 t のローラン多項式のなす複素ベクトル空間である．リーブラケットは以下のように定義される：すべての {\displaystyle a,b\in {\mathfrak {g}},\alpha ,\beta \in \mathbb {C} } および {\displaystyle n,m\in \mathbb {Z} } に対して
{\displaystyle [a\otimes t^{n}+\alpha c,b\otimes t^{m}+\beta c]=[a,b]\otimes t^{n+m}+\langle a|b\rangle n\delta _{m+n,0}c,}
ただし {\displaystyle [a,b]} はリー環 {\displaystyle {\mathfrak {g}}} におけるリーブラケットであり，{\displaystyle \langle \cdot |\cdot \rangle } は {\displaystyle {\mathfrak {g}}} 上のカルタン・キリング形式である．
有限次元半単純リー環に対応するアフィンリー環はその単純成分に対応するアフィンリー環たちの直和である．アフィンリー環には次で定義される顕著な微分がある：
{\displaystyle \delta (a\otimes t^{m}+\alpha c)=t{d \over dt}(a\otimes t^{m}).}
対応するアフィンカッツ・ムーディ代数は [d, A] = δ(A) を満たす追加の生成元 d を加えることで定義される（半直積）．

### ディンキン図形の構成
各アフィンリー環のディンキン図形は対応する単純リー環のそれと，虚ルートの追加に対応する追加の1つの頂点からなる．もちろん，勝手な場所に付け加えてよいわけではないが，各単純リー環に対して，リー環の外部自己同型群の濃度と同じだけ可能なつけ方がある．とくに，この群はつねに単位元を持ち，対応するアフィンリー環は untwisted アフィンリー環と呼ばれる．単純リー環が内部自己同型でない自己同型をもつとき，他のディンキン図形を得ることができ，これらは twisted アフィンリー環に対応する．
| 拡張 (untwisted) アフィンディンキン図形の集合，追加の頂点は緑 | "Twisted" affine forms are named with (2) or (3) superscripts. (k はグラフの頂点の個数) |

### 中心拡大の分類
対応する単純Lie環のDynkin図形に追加の頂点を付け加えることは以下の構成に対応する．アフィンリー環は対応する単純リー環のループ代数の中心拡大として構成することが必ずできる．半単純リー環からはじめるときは，その単純成分に等しい個数の元によって中心拡大する．また物理では，半単純リー環と可換代数 Cn の直和をしばしば考える．この場合 n 個の可換な生成元のためさらに n 個の中心元をつけたす必要がある．
対応する単純コンパクトリー群のループ群の二次整係数コホモロジーは整数に同型である．アフィンリー群の一生成元による拡大は位相的にはこの自由ループ群上の円束であり，それらはファイブレーションの第一チャーン類と呼ばれる two-class によって分類される．したがって，アフィンリー群の中心拡大ははじめにあらわれたところの物理学の文献でレベルと呼ばれる単一のパラメーター k によって分類される．アフィンコンパクト群のユニタリ最高ウェイト表現は k が自然数のときにのみ存在する．より一般に，半単純リー環を考えるとき，各単純成分に対してセントラルチャージが存在する．

## 表現論
アフィンリー環の表現論は通常ヴァーマ加群を用いて展開される．半単純リー環の場合と全く同様に，それらは最高ウェイト加群として得られる．有限次元表現は存在しないが，これは有限次元ヴァーマ加群のヌルベクトルが 0 でなければならないがアフィンリー環のそれはそうでないことから従う．大雑把に言えば，これはキリング形式が c, δ 方向にローレンツ的であることから従い，またそのため (z, z) は string 上の「光錐座標」と呼ばれることがある．「放射状に順序付けられた」カレント作用素積は，τ を string world sheet に沿った時間的方向で σ を空間的方向として z = exp(τ + iσ) と取ることによって時間的正規順序づけられていると理解することができる．

## ワイル群と指標
アフィンリー環のワイル群は the zero-mode algebra (ループ代数を定義するのに使われるリー環) のワイル群と余ルート格子の半直積として書くことができる．
アフィンリー環の代数的指標のワイルの指標公式はワイル・カッツの指標公式へと一般化される．いくつかの興味深い構成がこれらから従う．例えばヤコビのテータ関数の一般化を構成できる．これらのテータ関数はモジュラー群の下で変換する．半単純リー環の通常の分母公式もまた一般化される．指標は最高ウェイトの「変形」すなわち q-類似として書くことができるから，これは多くの新しい組合せ論的恒等式を導いた．その中にはデデキントのエータ関数に対するそれまで知られていなかった多くの恒等式がある．これらの一般化はラングランズプログラムの実践的な例と見ることができる．

## 応用
アフィンリー環は，理論物理学（例えばfor example, in conformal field theories such as the WZW model and coset models and even on the worldsheet of the heterotic string），幾何学，数学の他の分野において，自然に現れる．